# Ibrahim Boubacar Keïta
Ibrahim Boubacar Keïta (Koutiala, 29 gennaio 1945 – Bamako, 16 gennaio 2022) è stato un politico maliano, dal 2013 al 2020 Presidente della Repubblica del Mali.

## Biografia
Ricoprì la carica di Primo ministro dal 1994 al 2000.
Si candidò alle elezioni presidenziali del 2007, in cui ottenne al primo turno il 19,2% dei voti contro il 71,2% di Amadou Toumani Touré.
Alle elezioni presidenziali del 2013 ottenne il 39,8% al primo turno e il 77,6% al ballottaggio, sconfiggendo Soumaïla Cissé e divenendo Presidente del Mali.
Alle elezioni presidenziali del 2018 ottenne il 41,7% al primo turno e il 67% al ballottaggio, sconfiggendo nuovamente Soumaïla Cissé e mantenendo per un secondo mandato la carica di Presidente.
Il 18 agosto 2020 viene arrestato dai militari in rivolta nell'ambito di un colpo di stato e costretto ad annunciare in diretta tv le proprie dimissioni. Il 27 agosto, la giunta al potere dirama la notizia del rilascio dell'ex presidente, dopo dieci giorni di prigionia. 
Affetto da tumore  e colpito da ictus a settembre 2021, muore il 16 gennaio 2022 all'età di 75 anni a seguito di una crisi cardiaca.